# Іван Михайлович
Іван Михайлович (рос. Иван Михайлович; 1357 — 22 травня 1425) — великий князь тверський у 1399—1425 роках.

## Життєпис

### Молоді роки
Другий син Михайла Олександровича, князя микулинського, і Євдокії Суздальської. Народився 1357 року. Невдовзі помер його старший брат Олександр, й Іван став спадкоємцем батька. Останній 1368 року домігся великого князівства Тверського.
1372 року за дорученням батька рушив до Сарай-Берке, де намагався отримати ординську допомогу для встановлення влади Михайло Олександровича у Володимирській землі як великого князя Володимирського. Проте його дипломатично переміг Дмитро Іванович, великий князь Московський, що підкупив темника Мамая. Водночас Іван підкуповуючи ординських чиновників заборгував 10 тис. карб. Їх сплатив Дмитро Іванович, після чого повіз Івана до Москви. Лише після сплати його батька усієї суми повернувся до Твері.
В подальшому брав участь у дипломатичних заходах та військових кампаніях батька, спрямованих на повернення титулу великого князя Володимирського. Втім усе було марно.1399 року після смерті Михайло Олександровича успадкував велике князівство тверське.

### Князювання
У 1400 році отримав від хана Шадібека ярлик на велике князівство Тверське. У 1406 році спільно з військами Василя I, великого князя Московського, виступив у похід на велике князівство Литовське. Іван був роздратований тим, що мирні переговори проходили без його участі, що висловив в гнівному листі Василю I.
В 1408 року не підкорився наказу Єдигея приєднатися до облоги Москви. У 1422 році надавав військову допомогу своєму швагру Вітовту в боротьбі проти Тевтонського ордена.
Разом з тим багато зробив для відродження господарства великого князівства, зміцнення центральної влади та здобуття незалежності від великого князівства Московського і Володимирського. Розпочав карбування власної монети.
Помер під час епідемії чуми в 1425 році, ставши перед тим ченцем під ім'ям Іов. Йому спадкував син Олександр.

## Родина
1. Дружина — Марія, донька Кейстута, великого князя Литовського
Діти:
- Іван (д/н—після 1406)
- Олександр (1379—1425), великий князь Тверський
- Юрій

2. Дружина — Євдокія. донька князя Дмитра Єремійовича Дорогобузького
дітей не було